# Естественная реклама
Естественная (нативная) реклама (англ. native advertising) — способ, которым рекламодатель привлекает к себе внимание в контексте площадки и пользовательских интересов. В оригинале она воспринимается как часть просматриваемого сайта, учитывает особенности площадки, не идентифицируется как реклама и не вызывает у аудитории отторжения.
Естественная реклама «вплетается» в основной поток информационного содержимого и соответствует ему по формату и содержанию, в отличие от традиционных рекламных размещений, к которым велика вероятность «баннерной слепоты».
Цель нативной рекламы — создание более естественного и менее навязчивого рекламного обращения для увеличения числа кликов, продаж и других целевых действий. По сути, она ненавязчиво «поджидает» пользователя там, где он сам ищет интересующий его материал и точно так же отвечает на его вопросы, как и не спонсируемые сообщения.

## Виды естественной рекламы
Один из видов естественной рекламы — спонсируемая брендом статья, по форме напоминающая редакционную (англ. Advertorial — от англ. advertising — реклама и англ. editorial — редакционная статья), с платным размещением посреди основного нерекламного материала. В результате она не должна идентифицироваться как рекламная, по форме сливаясь с другими материалами.
Надо учитывать, что такая «маскировка» совсем недешева, и вдобавок не дает прямых продаж, тем самым оставаясь прерогативой крупных игроков, чья рекламная стратегия подразумевает долгосрочные цели. Поэтому основными игроками рынка естественной рекламы по всему миру стали именно премиум-бренды: судя по всему, это и есть формат, который максимально соответствует их целям и ожиданиям.
Естественная реклама может представлять собой видео, изображения, статьи, аудиофайлы и другие медиафайлы. Примером также может выступать поисковая реклама (объявления, демонстрируемые рядом с выдачей поисковых систем, близкие им по тематике) или продвижение в соцмедиа — например, в Twitter: promoted tweets (продвигаемые твиты), тренды (хештеги) и рекламные аккаунты. К подобной рекламе также можно отнести продвигаемые публикации в Facebook и рекламные посты в Tumblr.
Контент-маркетинг — ещё одна форма естественной рекламы, когда спонсируемая маркетологами информация размещается среди редакционных материалов, либо в блоке «похожие материалы, которые могут вас заинтересовать» наряду с рекомендуемыми редакцией некоммерческими текстами.
Впрочем, на рекламном рынке вовсю идут споры, какие виды рекламы называть «естественными», а какие всё-таки остаются спонсорским материалом (рекламными публикациями) и прочими видами пиар-деятельности онлайн. В их результате принято считать, что native advertising — это подвид контент-маркетинга, подразумевающий построение доверительных отношений с потенциальными клиентами. Таким образом, у native-контента больше возможностей стать вирусным, чем у обычных рекламных статей, даже естественно вписанных в поток редакционных материалов.

## Преимущества естественной рекламы
- Возможность публикации полноценного материала с фотографиями, видео, ссылками и другими нужными рекламодателю элементами медиа, плюс возможности распространения материалов в соцсетях.
- 100 % охват и мультиплатформенная поддержка. В период бурного развития мобильного интернета особенно важно то, какой рекламный материал хорошо считывается как в вебе, так и в мобильных приложениях, а также с экранов смартфонов (мобильная аудитория некоторых популярных площадок может достигать 50 % и больше)[2].
- Повышение уровня «приятия» транслируемой брендом информации в контексте информации, заинтересовавшей клиента. Следствие такой рекламы — общее улучшение отношения к бренду. На имиджевую составляющую дополнительно влияет отсутствие агрессивных рекламных сообщений и форматов, что также повышает лояльность в том числе к продвигаемому материалу, повышая эффективность кампании.
- В отличие от традиционной рекламы, естественная реклама не попадает в зону «баннерной слепоты». Так, согласно исследованию IPG Media Lab[8], время просмотров native-материалов примерно совпадает с аналогичным показателем у обычных статей. Плюс естественная реклама имеет больше шансов для распространения пользователями в соцсетях: по результатам опроса 32 % респондентов оказались готовы делиться такой рекламной информацией, и лишь 19 % ответивших не против так же поступить с баннерной рекламой[2].
- Пользователи не могут блокировать такую рекламу какими бы то ни было программными средствами, за исключением возможности блокировки отображения отдельных элементов типа видео, графики и т. п.[2][4]
- Нативная реклама не вторгается в личное пространство, а скорее органично вписывается в платформу и формат ресурса. Реклама тесно переплетена с контентом, поэтому потребитель получает нужную информацию и не видит разницы между обычным текстом и самой рекламой[10].

Впрочем, у всего этого есть один ощутимый минус: естественная реклама на порядок сложнее в производстве. Для этого мало темы, продукта и желания о нём рассказать — чтобы естественная реклама не скатывалась в банальный пресс-релиз, она должна быть подана талантливо, небанально и исключительно точно вписываться в формат демонстрирующей её площадки. Есть и другие сложности: вопросы бюджетирования, медиапланирования как для рекламодателей, так и для площадок.

## Площадки для размещения естественной рекламы
Площадки, участвующие в показе естественной рекламы, можно разделить на два типа: открытые и закрытые.
Размещение на закрытых площадках означает, что создаваемые брендами профили и/или размещаемое ими содержимое продвигается вместе с площадкой, при её содействии и более нигде не публикуется. Примеры: продвигаемые твиты в Twitter, спонсируемые истории на Facebook, объявления TrueView и другие виды видеорекламы на YouTube.
Открытые площадки отличаются тем, что в тех же самых соцмедиа и на тех же платформах размещается брендированный материал и рекламные сообщения, источником которых выступает не сама площадка, а сторонний ресурс, с которого, собственно, и транслируется реклама.
Гибридные площадки позволяют рекламодателям как организовать собственную торговую площадку, так и принимать рекламодателей с других платформ для прямых торгов (англ. programmatic buying) посредством технологии RTB. Примером таких площадок в англоязычном сегменте является StackAdapt.
К открытым площадкам можно также отнести англоязычные ресурсы StackAdapt, Adyoulike, TripleLift, Sharethrough и Nativo, позволяющие транслировать как естественную рекламу материал из других источников. Крупные площадки, например, Washington Post, уже начали внедрять на рынке собственные форматы рекламы.

## Примеры естественной рекламы
Рекламные статьи в печатных СМИ близки к естественной рекламе, где блогеры зарекомендовали себя как заслуживающие доверия источники. Однако фактически эти же блогеры рекламируют бренды, которые платят им для получения рекомендаций, и тем самым вступают в противоречие.
На фото-платформах, таких как Instagram и Pinterest, всё чаще лидирует естественная реклама. Исследования показывают, что способность визуальной информации удерживать наше внимание может достигать 65 %, в сравнении с 10 % для текстовой информации. Таким образом, эти сервисы — идеальные площадки для естественной рекламы. С момента своего запуска в октябре 2010 года Instagram достиг показателей в 150 млн активных пользователей ежемесячно (по данным на конец 2013 года), с размещением в среднем 55 млн фотографий в день, собирающих порядка 8500 «лайков» в секунду. Запущенный чуть ранее в том же самом году, Pinterest собрал 70 млн пользователей, 80 % из которых — женщины, просматривающие до 2,5 млрд страниц в месяц. Пользователи Instagram и Pinterest могут зарабатывать деньги с помощью своих постов, связывая их с информацией от брендов с помощью таких крупных сетей как Brandnew IO — рекламной сети, выступающей посредником между агентствами, брендами и лидерами мнений.
Другие, более «тонкие» формы естественной рекламы начали появляться на Facebook в 2012—2013 годах, когда бренды помечали своим логотипом фотографии и видеоклипы пользователей, после чего заново выкладывали их под брендированным аккаунтом, при этом попадая и в ленты обычных пользователей. Так, например, выглядела кампания в поддержку фильма «Хоббит: Нежданное путешествие», когда фотографии VIP появлялись с логотипом Хоббита в нижней части.
Twitter, в свою очередь, на базе рекламного продукта MoPub, приобретённого компанией в сентябре 2013 года, публикует естественную рекламу в потоке твитов в виде постов от брендов, вписанных в контекст окружающих их обновлений микроблогов пользователей. MoPub оказался очень успешным в создании не только высококликабельной[неизвестный термин] рекламы для веб-сайтов (англ. lead generation), но также в сфере прямых продаж игровых приложений.
Примеры естественной реклама в мобильных приложениях — Nike Training, будильник Lufthansa, линейка приложений Uniqlo, а также Bon Appetit, где под видом рецептов рекламируется Nutella, «Афиша-Еда» с рецептами Miele, или приложение для онлайн-шоппинга Wizee, в котором сообщения о скидках MasterCard выглядели не как реклама, а как дополнительная информация к уже размещённому содержимому.

## Критика
Многие считают, что потребителей заставляют думать, что информация, которую они просматривают, является частью собственно контента сайта. Воспринимая объявления, замаскированные под нерекламный информационный контент, пользователи часто не могут отличить обычные сообщения в блогах от новостных статей и нативных реклам.
Также нативная реклама нарушает принцип разделения редакционного материала и рекламы, а также означает, что новостная компания должна предоставлять независимую отчетность, свободную от платного влияния.
Один из самых известных примеров этого является американский журнал The Atlantic. В январе 2014 года The Atlantic опубликовала спонсируемую статью, в которой высоко оценила лидера сайентологии Дэвида Мицкевича.. The Atlantic, как и многие другие крупные контент-сайты, по-прежнему включает в себя нативную рекламу на своем веб-сайте и даже создал отдельную команду внутри организации для обработки естественной рекламы, тем самым способствуя возникновению споров.

## Маркировка нативной рекламы
Единых требований к маркировке естественной рекламы не установлено. Рекламодатели могут маркировать естественную рекламу с помощью меток «На правах рекламы», «Спонсорский контент», «Партнерский материал» и др. При этом некоторые рекламодатели никак не маркируют естественную рекламу.
Спонсорский контент — это материал, у которого есть соответствующая пометка. Его могут разместить в блогах социальных сетей, на информационных ресурсах. Такой материал характеризуется ярким изображением и заголовком, который привлекает внимание. Рекомендованный контент может подаваться в стиле советов или в виде списка, при этом его подача будет напоминать основной материал. Такой текст будет естественно вписываться в концепцию. Если речь идет о продвигаемом посте в новостной ленте, то он оформляется в виде новости и рассчитан на определенную аудиторию.
Рекламные агентства и ассоциации разрабатывают собственные стандарты и рекомендации по маркировке естественной рекламы, чтобы повысить прозрачность в отрасли и сохранить доверие пользователей к подобной рекламе.
Исследование BBC показало, что маркировка естественной рекламы улучшает показатели принятия такой рекламы пользователями — количество положительных откликов на рекламу, сопровождаемую меткой о рекламном характере, на 25 % больше, чем в ситуации, когда реклама не сопровождается меткой.
Другое исследование показывает, что влияние метки на поведение пользователя зависит от того, осознает ли пользователь рекламный характер материала. Для рекламодателя наиболее выигрышной является ситуация, когда пользователь не осознает рекламный характер материала — в такой ситуации пользователь оценивает сам материал и упоминаемый в нем бренд более положительно. В такой ситуации добавление метки может натолкнуть пользователя на мысль, что перед ним реклама, и снизить коммуникационную эффективность. Но если пользователь изначально осознает, что перед ним рекламный, а не просветительский или информационный материал, то метка положительно влияет на оценку материала и упоминаемого в нем бренда, так как рекламодатель воспринимается как более честный.
При этом наличие метки о рекламном характере не всегда приводит к тому, что пользователь понимает, что перед ним рекламный материал, поскольку некоторые метки имеют неоднозначные формулировки и не четко указывают на то, что перед пользователем реклама (например, «Спонсорский контент»).